# St. Franziskus (Bottrop)
Die Kirche St. Franziskus ist eine römisch-katholische Filialkirche im südöstlichen Bottroper Stadtteil Welheim. Seit 2009 ist sie unter der Nummer 107 in die Denkmalliste der Stadt Bottrop eingetragen.

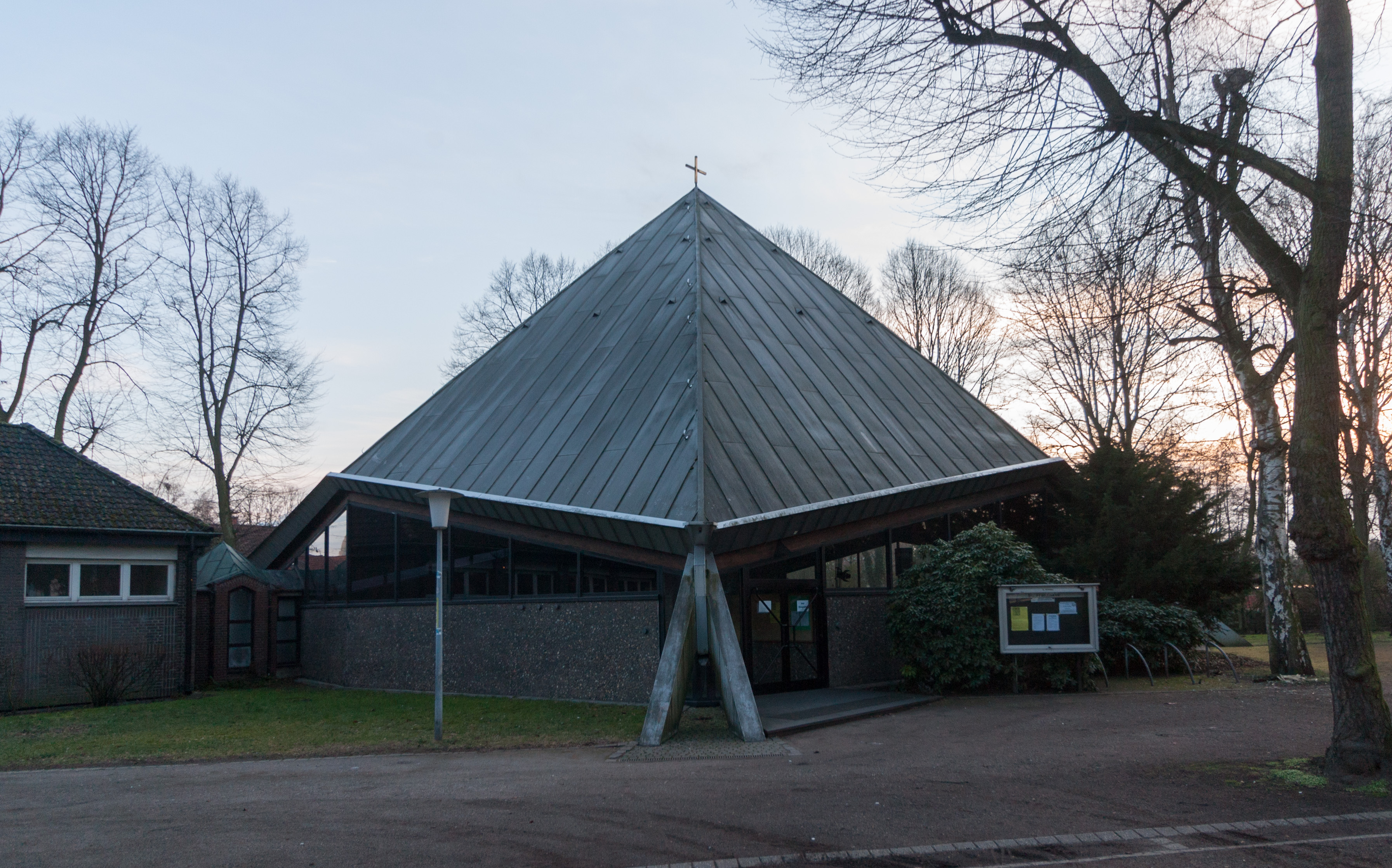
Die Kirche St. Franziskus

## Geschichte
Schon im Jahr 1938 beauftragte der Bischof von Münster – Bottrop gehörte bis zur Gründung des Ruhrbistums Essen 1958 vollständig zum Bistum Münster – den zuständigen Pfarrer von St. Johannes in Bottrop-Boy, den Bau einer eigenen Kirche für die Siedlung Welheim voranzutreiben. Erst nach dem Zweiten Weltkrieg erfolgte der Grundstückskauf, 1958 dann die Gründung eines Kirchenbauvereins und 1960 begannen die ersten Arbeiten. Am 6. Oktober 1962 weihte der Bischof von Essen, Franz Hengsbach, die Kirche und stellte sie unter das Patronat des Hl. Franziskus von Assisi.

## Zukunft
Aus dem Pfarreientwicklungskonzept der Pfarrei St. Joseph:

„St. Franziskus, Bottrop-Welheim

In den kommenden Jahren wird das pastorale Angebot auch im Hinblick auf die räumliche Nähe zu St. Johannes sukzessive verringert. Bis 2025 soll gemeinsam mit dem Immobilienmanagement des Bistums eine andere Verwendung für die Kirche gefunden werden. Die Räumlichkeiten der Gemeinde, im Souterrain des Kindergartens, werden beibehalten. Die erfolgreiche Tätigkeit des Fördervereins – u. a. bei der Mitfinanzierung der Betriebs- und Personalkosten – soll auf eine langfristige Basis gestellt werden.“

Im August 2025 gab die Pfarrei bekannt, dass alle Gebäude außer dem Kirchraum selber abgerissen werden sollen. Auch der ursprüngliche Plan, den Kindergarten mit den Gemeinderäumen zu erhalten bzw. neu zu bauen, wird aufgrund des rückläufigen Bedarfs an Kindergartenplätzen, fallen gelassen. Auf dem Gelände werden verschiedene Arten von Wohnungen errichtet. Der Kirchraum soll zu einem multifunktionalen Raum der Begegnung umgebaut werden.

## Bau und Ausstattung

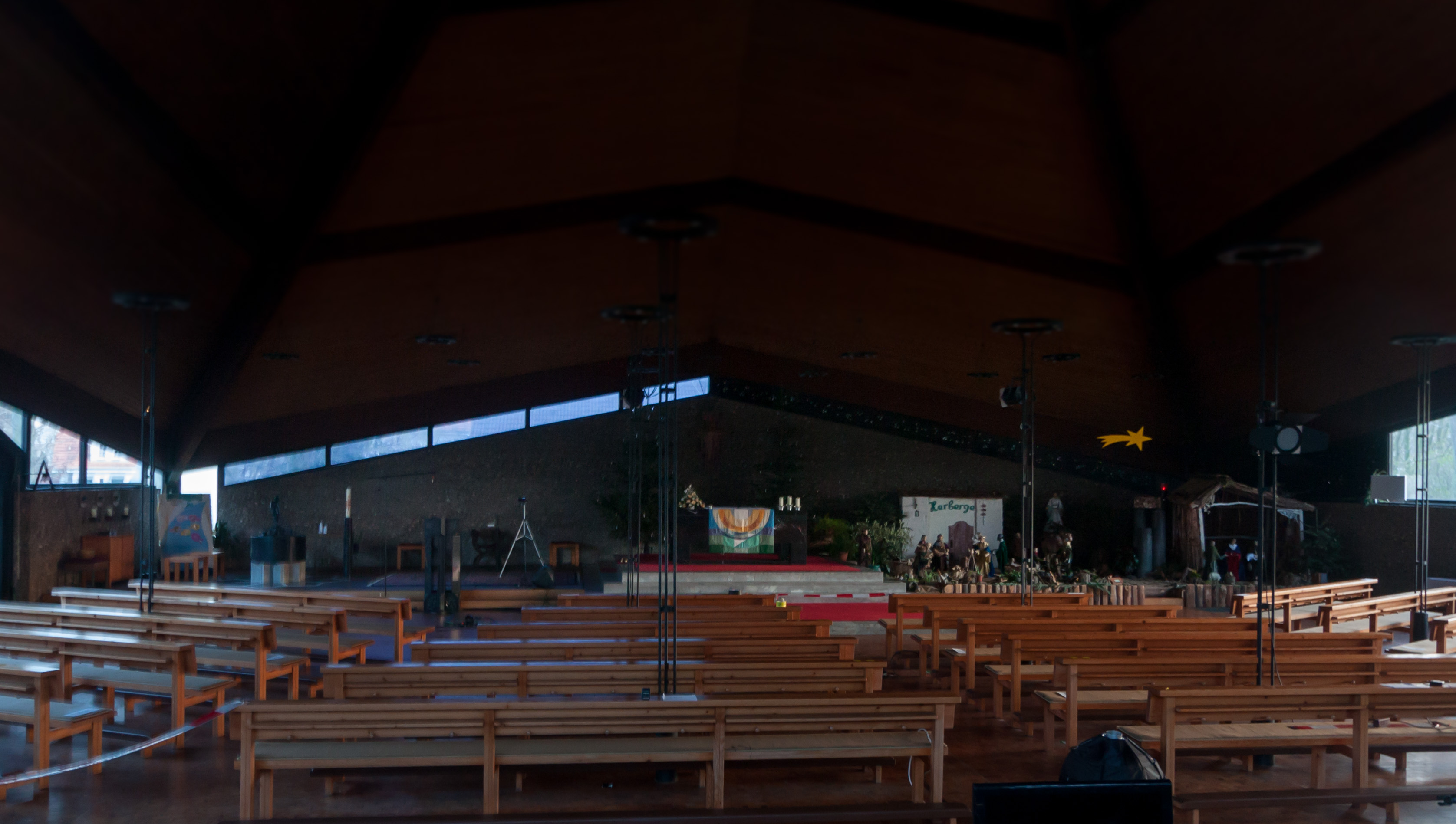
Der Innenraum der Kirche von der Orgelbühne aus gesehen mit aufgebauter Weihnachtskrippe

Das Kirchengebäude im Stil einer Zeltkirche wurde nach Plänen von Ernst Burghartz aus Essen mit einem Zeltdach und einem achteckigen Grundriss gebaut. Auf Glocken und einen Glockenturm wurde verzichtet. Der Übergang zwischen Wänden und Dach ist mit einem durchgehenden, umlaufenden Fensterband ausgeführt.
Tabernakel, Taufstein und Vortragekreuz stammen vom Essener Künstler Karl Zangerle, die Marienfigur vom Bottroper Bildhauer Johannes Fischedick und seit 2000 hängen im Durchgang von Kirche zur Sakristei, der Elisabeth-Kapelle, Bilder des Hl. Franziskus und der Hl. Elisabeth von Egino Weinert aus Köln. Das Wandkreuz hinter dem Altar ist eine verkleinerte Wiedergabe des Kreuzes von San Damiano.
In der Advents- und Weihnachtszeit wurde in der Kirche eine Weihnachtskrippe mit ca. 80 cm großen Figuren aus der Werkstatt der Krippenbauer-Familie Dammers aus Kevelaer in wechselnden Szenen aufgestellt.
Die Chorempore ist gegenüber dem Kirchenschiff nur leicht erhöht. Hier befindet sich auch der Spieltisch der elektronischen Orgel. Deren Schallsender sind oberhalb der Chorempore zwischen umlaufenden Fensterband und Dach angebracht.

## Umgebung
Zum Ensemble um die Kirche herum gehören das Pfarrhaus, der Kindergarten mit Pfarrsaal sowie – durch die Elisabeth-Kapelle mit der Kirche verbunden – Sakristei und Bücherei.

## Gemeinde
Nach der Fertigstellung der Kirche war der zugehörige Sprengel ab 1963 zunächst Expositur von St. Johannes im benachbarten Stadtteil Boy. 1964 wurde er zu einer Rektoratspfarrei erhoben. Bei der Neuausrichtung im Bistum Essen (im Stadtdekanat Bottrop im Jahr 2007) ist er wieder Teil der Gemeinde St. Johannes in der Pfarrei St. Joseph.

## Leitende Geistliche der Rektoratspfarrei
- Ferdinand Rönn: Seit 1963 als Vikar der Expositur,[5] 1964 zum Rektoratspfarrer ernannt[6]  1982 verstorben.[7]
- Horst Graffa: Seit Dezember 1982 als Rektoratspfarrer,[8] 2007 bei der Neuordnung der Pfarreien dann zum Pfarrvikar und Pastor an St. Johannes ernannt[9] danach noch kurze Zeit weiter vor Ort.